# 1949 год в музыке

## Выпущенные альбомы
- Hawaiian Paradise (Лес Пол, дебютный альбом)
- Frankly Sentimental (Фрэнк Синатра)
- Heavenly Music (Луи Армстронг)

## Родились

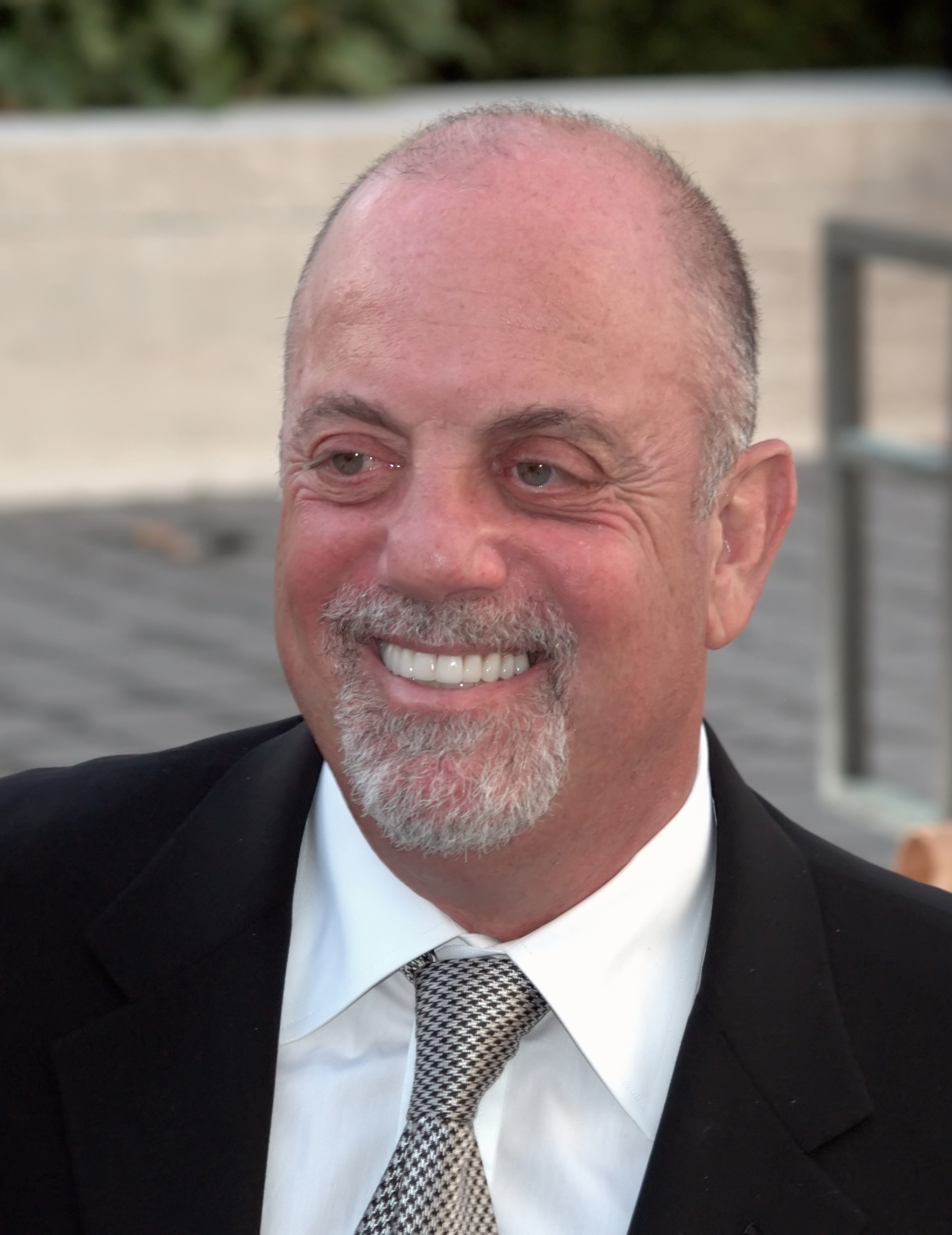
Билли Джоэл

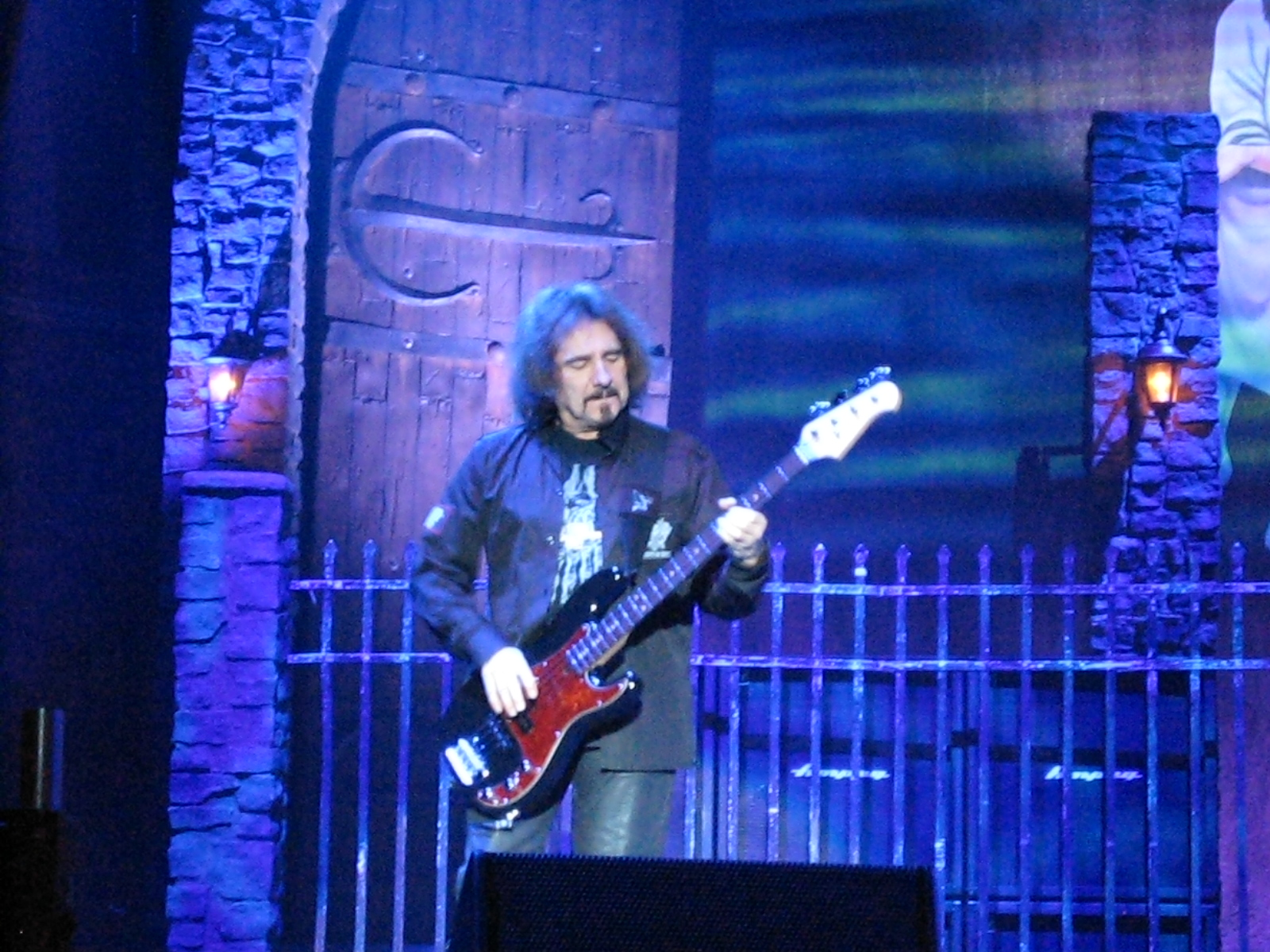
Гизер Батлер

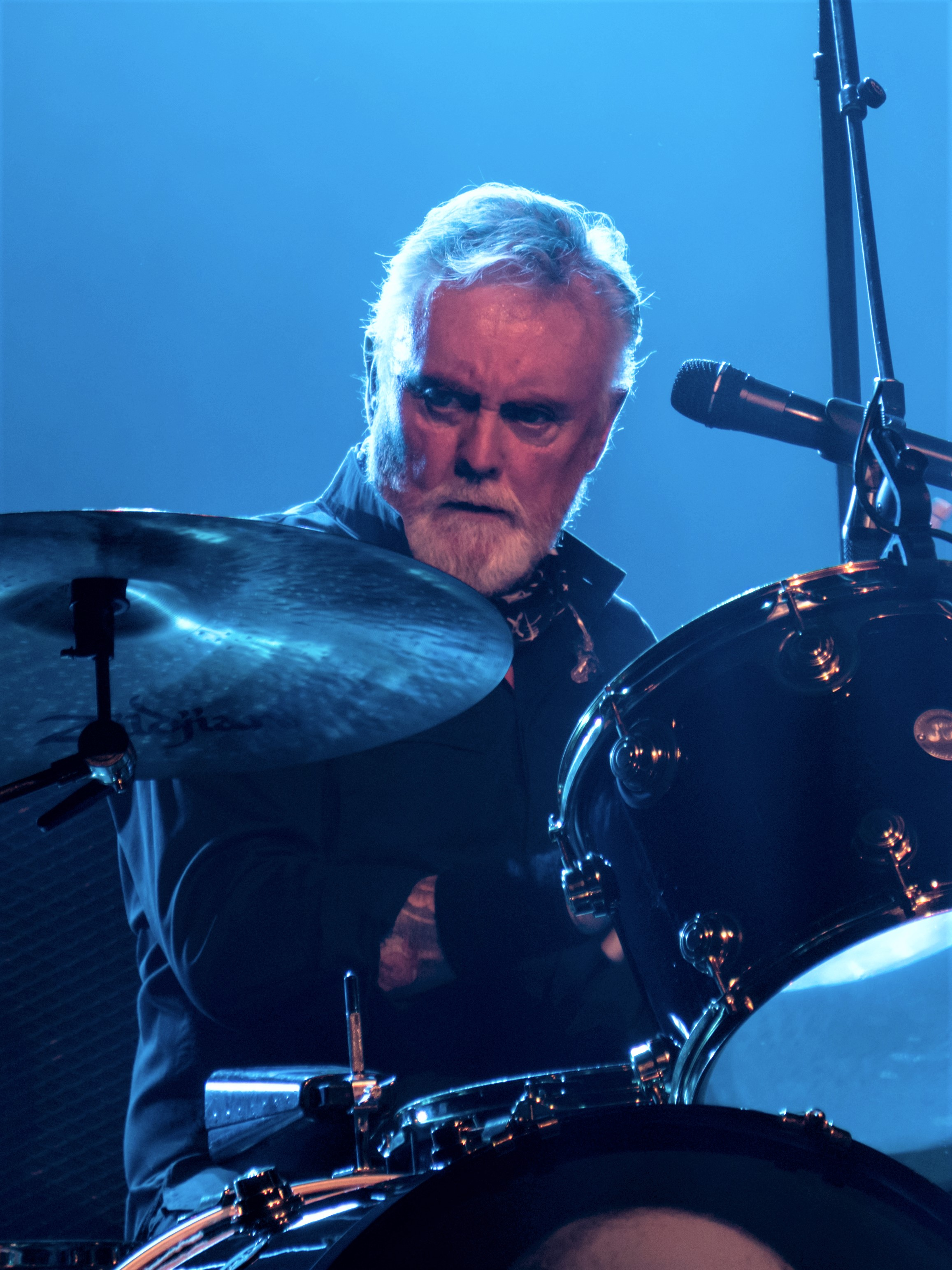
Роджер Тейлор

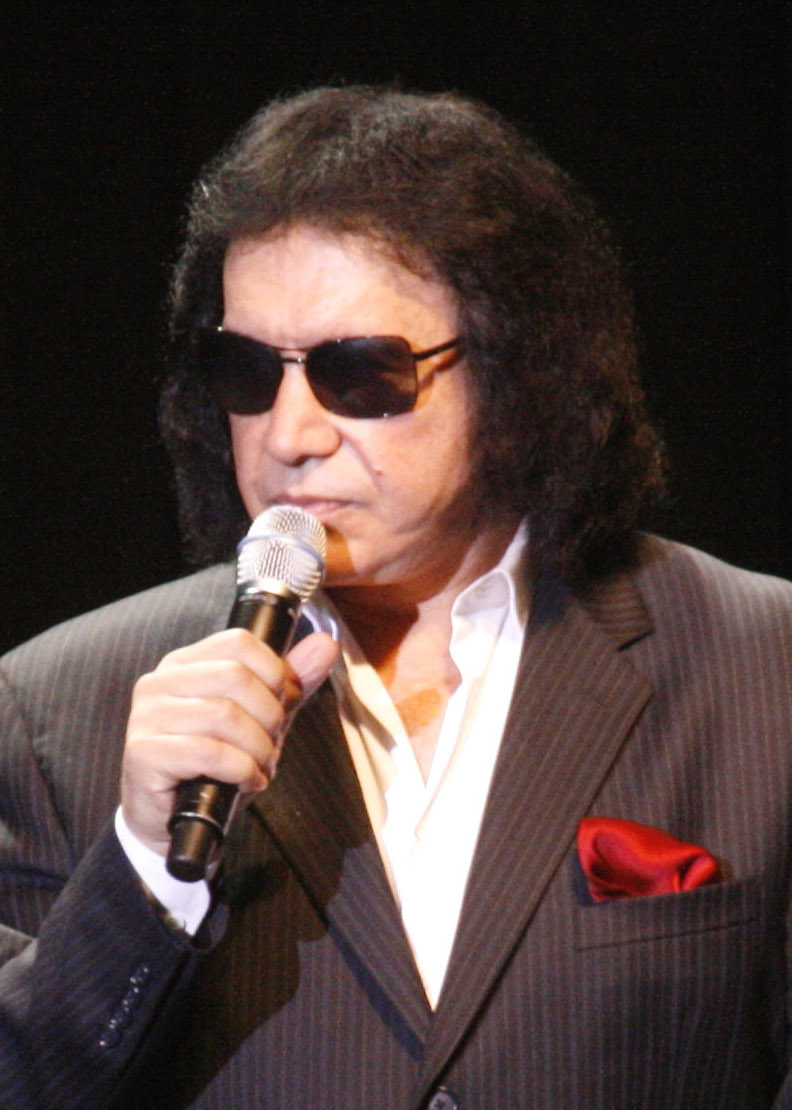
Джин Симмонс

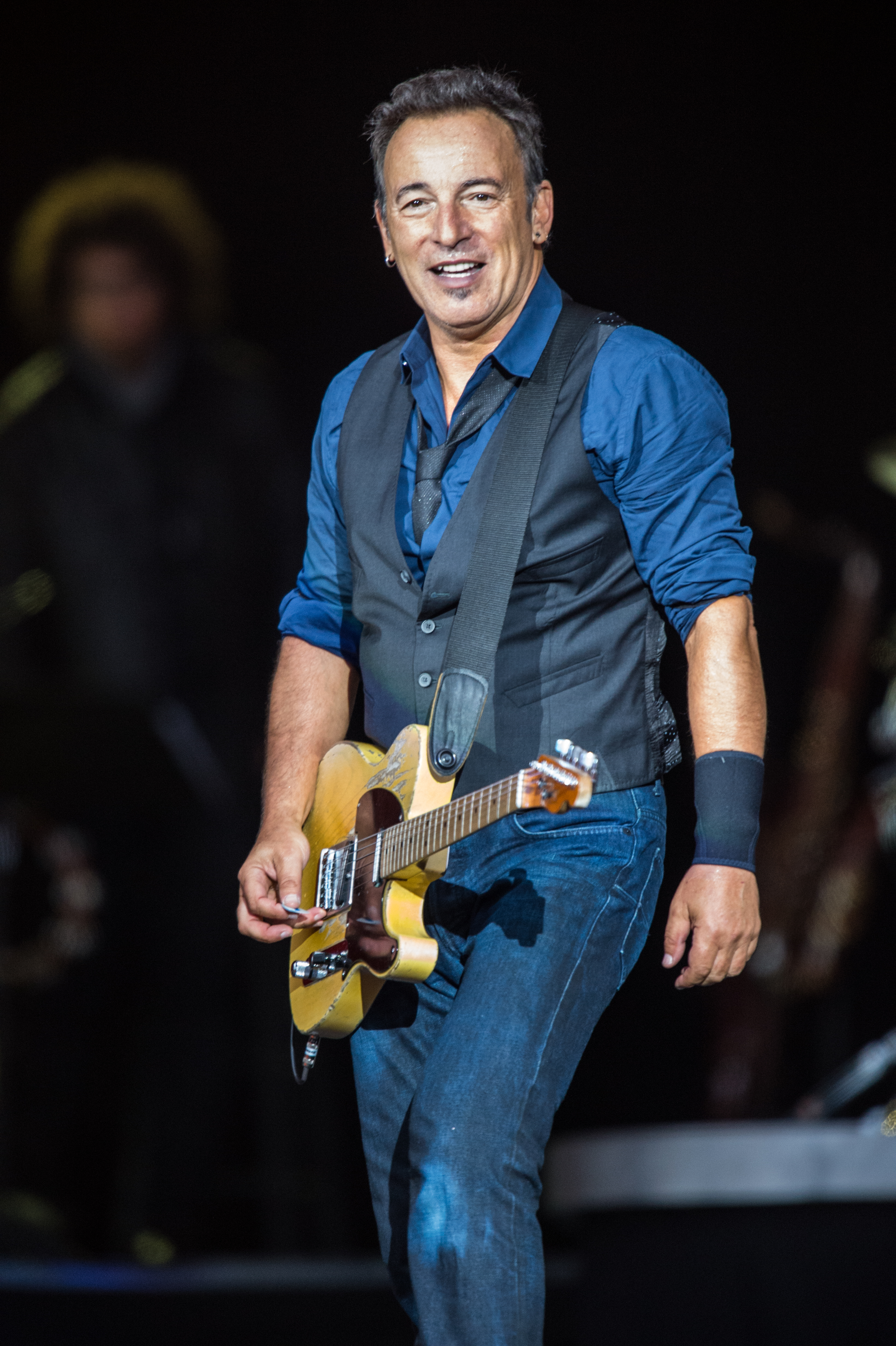
Брюс Спрингстин

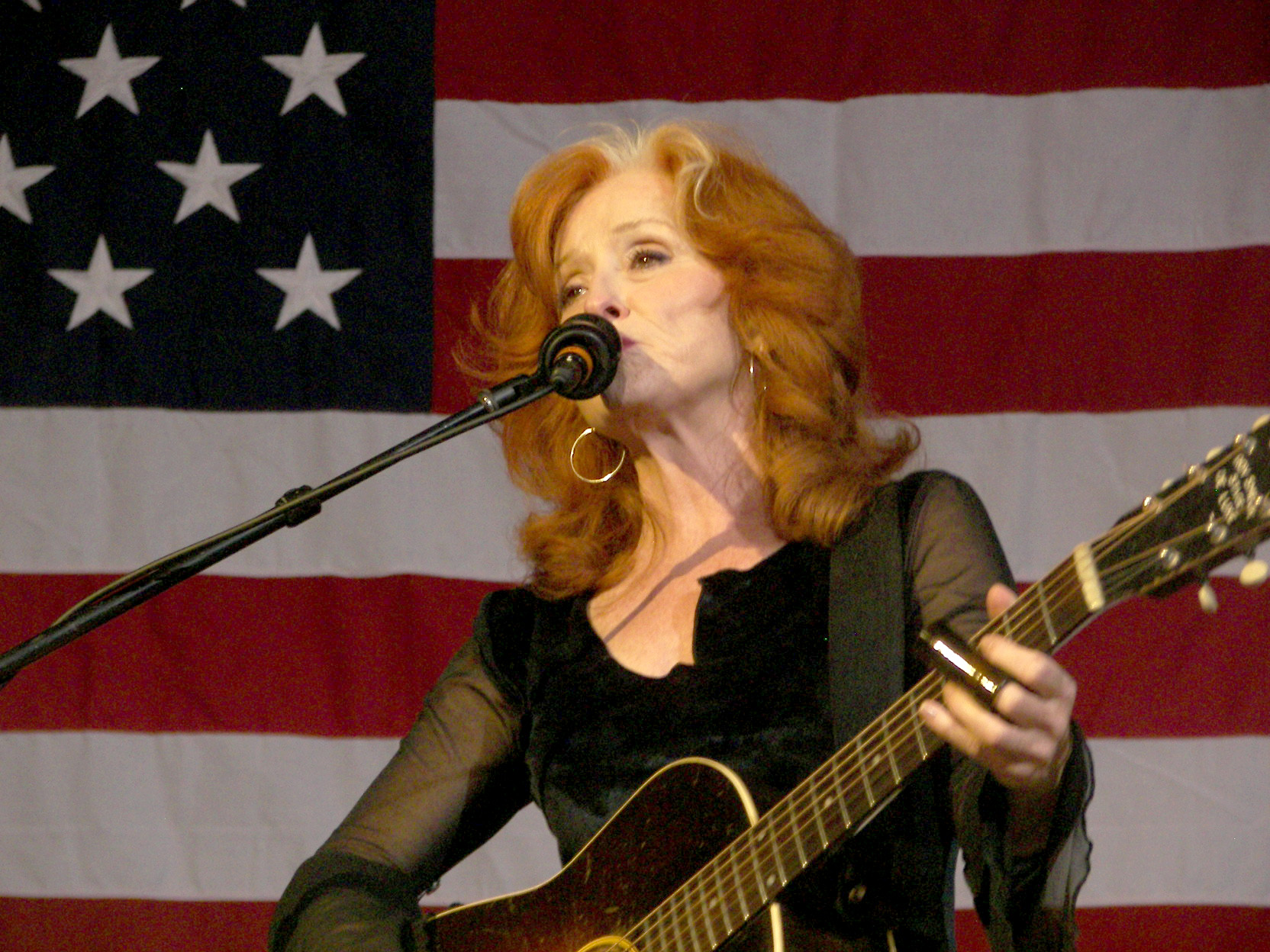
Бонни Рэйтт

### Январь
- 3 января — Каусария Шафикова (ум. 2017) — советская и российская писательница и поэтесса, автор текстов песен[1]
- 4 января — Андрей Чистяков (ум. 2000) — советский и российский дирижёр
- 17 января — Мик Тейлор — британский музыкант, гитарист группы The Rolling Stones
- 22 января
  - Винни Лопес[англ.] — американский музыкант, барабанщик группы E Street Band
  - Фил Миллер (ум. 2017) — британский гитарист
  - Стив Перри — американский певец, вокалист группы Journey
- 29 января
  - Владимир Птушкин (ум. 2022) — советский и украинский композитор, пианист и музыкальный педагог
  - Томми Рамон (ум. 2014) — американский музыкант, барабанщик группы Ramones

### Февраль
- 1 февраля — Клаше ван дер Вал (ум. 2018) — нидерландский музыкант, бас-гитарист группы Shocking Blue
- 2 февраля
  - Росс Вэлори[англ.] — американский музыкант, басист группы Journey
  - Кармело Ла Бионда (ум. 2022) — итальянский певец, музыкант и автор песен, участник дуэта La Bionda
- 3 февраля — Оскар Бентон (ум. 2020) — нидерландский музыкант и композитор
- 4 февраля
  - Чолпонбек Базарбаев (ум. 2002) — советский и киргизский артист балета
  - Роже Табра[фр.] (ум. 2016) — французский поэт и автор текстов песен
- 7 февраля — Алан Ланкастер (ум. 2021) — британский рок-музыкант и автор песен, основатель, басист и вокалист группы Status Quo
- 10 февраля — Анита Гаранча (ум. 2015) — советская и латвийская певица и вокальный педагог
- 11 февраля — Джордж Уинстон (ум. 2023) — американский пианист
- 15 февраля — Кристофер Роуз[англ.] (ум. 2019) — американский композитор
- 19 февраля — Эдди Хардин[англ.] (ум. 2015) — британский музыкант и автор песен, клавишник группы The Spencer Davis Group
- 21 февраля — Джерри Харрисон — американский музыкант, клавишник и гитарист групп Talking Heads и The Modern Lovers

### Март
- 12 марта — Валерий Матюхин (ум. 2023) — советский и украинский дирижёр и пианист
- 17 марта — Даниэль Лавуа — канадский певец, автор песен, композитор и пианист
- 19 марта — Валерий Леонтьев — советский и российский певец и композитор
- 21 марта — Эдди Мани (ум. 2019) — американский рок-певец, музыкант и автор песен
- 22 марта — Сергей Евдокимов (ум. 2019) — советский и украинский скрипач и педагог
- 26 марта — Джон Инглиш[англ.] (ум. 2016) — австралийский музыкант, певец, автор песен и актёр английского происхождения
- 29 марта
  - Дэйв Гринфилд (ум. 2020) — британский рок-музыкант, клавишник группы The Stranglers
  - Каяхан (ум. 2015) — турецкий певец и композитор

### Апрель
- 1 апреля — Гил Скотт-Херон (ум. 2011) — американский поэт и музыкант
- 2 апреля — Дэвид Робинсон — американский музыкант, барабанщик групп The Modern Lovers и The Cars
- 15 апреля — Алла Пугачёва — советская и российская эстрадная певица и композитор-песенник
- 17 апреля — Алексей Евсюков (ум. 2021) — советский и российский пианист и композитор
- 24 апреля — Престон Риттер[англ.] (ум. 2015) — американский музыкант и музыкальный педагог, барабанщик группы The Electric Prunes
- 25 апреля — Майкл Браун[англ.] (ум. 2015) — американский музыкант и автор песен, клавишник и вокалист группы The Left Banke
- 28 апреля — Бока (ум. 2020) — советский, армянский и американский певец и автор-исполнитель

### Май
- 1 мая — Ядвига Поплавская — советская и белорусская эстрадная певица, клавишница и композитор, участница первого состава ансамбля «Верасы»
- 8 мая — Штефан Петраке (ум. 2020) — советский и молдавский певец, солист ВИА «Оризонт», «Поющие гитары» и «Норок»
- 9 мая — Билли Джоэл — американский певец, пианист и автор песен
- 17 мая — Билл Бруфорд — британский музыкант, барабанщик групп Yes и King Crimson
- 18 мая — Рик Уэйкман — британский музыкант, клавишник группы Yes
- 19 мая — Дасти Хилл (ум. 2021) — американский музыкант и автор песен, басист и вокалист группы ZZ Top
- 24 мая — Хамдуна Тимергалиева (ум. 2020) — советская и российская певица
- 25 мая — Леонид Борткевич (ум. 2021) — советский и белорусский эстрадный певец и музыкант, солист ВИА «Песняры»
- 28 мая — Джозеф Альфиди[англ.] (ум. 2015) — американский пианист, композитор и дирижёр
- 29 мая — Фрэнсис Росси — британский рок-музыкант, певец, гитарист и автор песен, основатель и фронтмен рок-группы Status Quo

### Июнь
- 5 июня — Джерри Гонсалес (ум. 2018) — американский и испанский джазовый трубач, перкуссионист, композитор и аранжировщик
- 9 июня — Фрэнсис Монкман (ум. 2023) — британский рок-музыкант и композитор, основатель, клавишник и гитарист группы Curved Air
- 11 июня — Фрэнк Бирд — американский музыкант, барабанщик группы ZZ Top
- 12 июня
  - Вадим Елизаров (ум. 2017) — советский и российский танцор и педагог
  - Джон Уэттон (ум. 2017) — британский певец, музыкант, автор песен и продюсер, участник групп King Crimson, U.K. и Asia
- 13 июня — Геннадий Жаров (ум. 2021) — советский и российский певец
- 14 июня
  - Папа Вемба (ум. 2016) — конголезский эстрадный и фолк-певец и композитор
  - Алан Уайт (ум. 2022) — британский рок-музыкант, барабанщик группы Yes
- 20 июня — Лайонел Ричи — американский певец и автор песен
- 21 июня — Иван Федосеев (ум. 2017) — советский и российский музыковед и педагог
- 24 июня — Джон Иллсли — британский музыкант, бас-гитарист группы Dire Straits
- 30 июня — Александр Кравченко (ум. 2023) — советский и украинский артист оперетты

### Июль
- 2 июля — Рой Биттан[англ.] — американский музыкант, клавишник группы E Street Band
- 6 июля — Майкл Шрив[англ.] — американский музыкант, барабанщик группы Santana
- 16 июля — Александр Скляров (ум. 2023) — советский и российский баянист и музыкальный педагог
- 17 июля — Гизер Батлер — британский музыкант и автор песен, бас-гитарист группы Black Sabbath
- 26 июля — Роджер Тейлор — британский музыкант, певец и автор песен, барабанщик группы Queen

### Август
- 5 августа — Александр Токмаков (ум. 2001) — советский и российский композитор, поэт и музыкант
- 10 августа — Гандаб Кулиева (ум. 2017) — советская и азербайджанская певица
- 12 августа — Марк Нопфлер — британский певец, музыкант и автор песен, вокалист и гитарист группы Dire Straits
- 14 августа — Жанна Ламон (ум. 2021) — американская и канадская скрипачка, дирижёр и музыкальный педагог
- 16 августа
  - Юрий Шейкин (ум. 2023) — советский и российский этномузыковед и педагог, исследователь музыкального фольклора народов Сибири и Дальнего Востока
  - Скотт Эштон (ум. 2014) — американский музыкант, барабанщик группы The Stooges
- 25 августа — Джин Симмонс — американский певец и музыкант, басист и вокалист группы Kiss
- 26 августа — Леон Редбоун (ум. 2019) — канадский певец и гитарист
- 28 августа — Людмила Рюмина (ум. 2017) — советская и российская певица

### Сентябрь
- 14 сентября
  - Стив Гейнс[англ.] (ум. 1977) — американский музыкант, гитарист, вокалист и автор песен группы Lynyrd Skynyrd
  - Эд Кинг (ум. 2018) — американский музыкант, гитарист групп Strawberry Alarm Clock и Lynyrd Skynyrd
- 16 сентября
  - Хаджи Крисмансия Рахади (ум. 2007) — индонезийский певец, музыкант, гитарист и автор песен
  - Владимир Хромченко (ум. 2022) — советский, украинский и российский органист и органостроитель
- 21 сентября — Раймо Кангро (ум. 2001) — советский и эстонский композитор и музыкальный педагог
- 23 сентября — Брюс Спрингстин — американский певец, музыкант и автор песен
- 25 сентября — Стив Маккей[англ.] (ум. 2015) — американский музыкант, саксофонист группы The Stooges

### Октябрь
- 2 октября — Ричард Хэлл — американский певец, автор песен и басист
- 3 октября
  - Линдси Бакингем — американский певец, музыкант и автор песен, вокалист и гитарист группы Fleetwood Mac
  - Цвика Пик (ум. 2022) — израильский певец и автор песен
- 6 октября — Бобби Фаррелл (ум. 2010) — нидерландский музыкант, вокалист и танцор группы Boney M.
- 8 октября — Юрий Евграфов (ум. 2021) — советский и российский хоровой дирижёр, композитор и педагог
- 9 октября — Род Темпертон (ум. 2016) — британский автор песен, музыкант и продюсер
- 18 октября — Гэри Ричрэт[англ.] (ум. 2015) — американский музыкант и автор песен, гитарист группы REO Speedwagon
- 27 октября — Гэрри Таллент — американский музыкант, басист группы E Street Band
- 29 октября — Джеймс Уильямсон — американский музыкант, гитарист группы The Stooges

### Ноябрь
- 3 ноября — Александр Градский (ум. 2021) — советский и российский певец, музыкант и автор песен, основатель групп «Славяне» и «Скоморохи»
- 7 ноября — Стивен Стакки[англ.] (ум. 2016) — американский композитор
- 8 ноября — Бонни Рэйтт — американская певица, гитаристка и автор песен
- 10 ноября — Энн Райнкинг (ум. 2020) — американская танцовщица, хореограф и актриса

### Декабрь
- 4 декабря — Роберт Уильямс (ум. 2022) — греческий певец и композитор
- 7 декабря — Том Уэйтс — американский певец, музыкант и автор песен
- 13 декабря — Том Верлен (ум. 2023) — американский рок-музыкант и автор песен, вокалист и гитарист группы Television
- 14 декабря — Клифф Уильямс — британский музыкант, бас-гитарист группы AC/DC
- 16 декабря — Билли Гиббонс — американский певец, музыкант и автор песен, вокалист и гитарист группы ZZ Top
- 18 декабря — Ирина Удалова (ум. 2016) — советская и российская оперная певица (лирико-драматическое сопрано)
- 21 декабря — Александр Харчиков (ум. 2023) — советский и российский певец, музыкант и автор песен[2]
- 22 декабря
  - Морис Гибб (ум. 2003) — британский певец, музыкант и автор песен, вокалист группы Bee Gees
  - Робин Гибб (ум. 2012) — британский певец и автор песен, вокалист группы Bee Gees
- 23 декабря — Эдриан Белью — американский гитарист и вокалист
- 24 декабря — Рэй Колкорд[англ.] (ум. 2016) — американский композитор
- 30 декабря — Анна Саед-Шах (ум. 2018) — советская и российская поэтесса, автор текстов песен, сценаристка и журналистка

### Без точной даты
- Владимир Воронин (ум. 2018) — советский и российский оперный певец (тенор) и музыкальный педагог
- Гаддар (ум. 2023) — индийский революционер, поэт и певец
- Фенвик Смит (ум. 2017) — американский флейтист и музыкальный педагог

## Скончались
- 5 января — Вальборг Борхсениус (76) — датская балерина и балетный педагог[3]
- 9 января — Амилькаре Дзанелла (75) — итальянский композитор и пианист
- 27 января — Борис Асафьев (64) — русский и советский композитор, музыковед, музыкальный критик и педагог
- 10 февраля — Федерико Бугамелли (72) — итальянский певец, вокальный педагог, композитор, дирижёр, пианист и концертмейстер
- 11 февраля — Джованни Дзенателло (72) — итальянский и американский оперный певец (тенор) и вокальный педагог
- 24 марта — Альфред Дюбуа (50) — бельгийский скрипач и музыкальный педагог
- 28 марта — Григораш Динику (59) — румынский цыганский композитор и скрипач
- 7 апреля — Игнац Вагхальтер (68) — немецкий композитор и дирижёр
- 9 мая — Муса Баетов (46) — киргизский советский певец (тенор) и композитор
- 26 мая — Юдей Боумен (61) — американский пианист и композитор
- 28 июля — Эрнст Бюккен (65) — немецкий музыковед, музыкальный педагог и писатель
- 11 сентября — Михаил Орест Гайворонский (56) — украинский композитор, дирижёр, музыкальный педагог и скрипач
- 17 октября — Карл Доктор (63/64) — австрийский альтист
- 29 октября — Георгий Гурджиев (83) — армянский философ, мистик, писатель и композитор
- 3 ноября — Алексей Андреев (44) — латвийский футболист и оперный певец
- 9 ноября — Барпы Алыкулов (65) — киргизский и советский акын
- 12 ноября — Сара Босманс-Бенедиктс (88) — нидерландская пианистка и музыкальный педагог
- 2 декабря — Альберт Аммонс (42) — американский пианист
- 6 декабря — Лед Белли (61) — американский певец, музыкант и автор песен
- 17 декабря — Миклош Броди (72) — австро-венгерский и румынский шахматист, композитор и дирижёр
- 18 декабря — Сем Бенелли (72) — итальянский поэт, писатель, публицист и либреттист
- 28 декабря — Айви Андерсон (44) — американская джазовая певица
- 31 декабря — Раймонд Валгре (36) — эстонский и советский композитор и автор песен
- без точной даты
  - Евсей Дарский (46/47) — советский артист эстрады и конферансье
  - Херберт Уэстерби (83/84) — английский органист и музыковед[4]